# Genere (filosofia)
Il termine genere (dal latino genus, genĕris e dal greco γένος, ghènos) indica un gruppo di oggetti che condividono caratteristiche essenziali mentre differiscono per determinazioni particolari contingenti, che cioè possono esserci o non esserci o che sono mutevoli.

## Storia del concetto
Platone così scrive del concetto di genere:
Aristotele dà una definizione del genere dal punto di vista logico rapportandolo al concetto di specie affermando cioè che:
Nel senso che se, ad esempio, si definisce l'uomo come "animale razionale", il primo termine rappresenta il genere, cioè la genericità di una determinazione che appartiene a tutti gli animali indistintamente nella loro essenza, mentre il termine "razionale" caratterizza la specificità dell'uomo, la "differenza specifica", solo sua, che lo distingue, nella specie, da tutti gli altri animali.
Gli oggetti del nostro discorso possono essere cioè più o meno universali e quindi collocabili secondo un rapporto di genere e specie, per cui ogni concetto è specie (contenuto) di un concetto più universale e genere (contenente) di un concetto meno universale
per es: il quadrilatero è specie rispetto al poligono, in quanto rispetto a quest'ultimo ha caratteristiche più definite per cui il quadrilatero può riferirsi solo a quelle figure con quattro lati e quattro angoli, ma è genere rispetto al quadrato che ha determinazioni maggiori (lati e angoli uguali)
La specie quindi include un maggior numero di caratteristiche rispetto al genere ma può riferirsi a un minor numero di individui quindi più aumenta la comprensione (le caratteristiche) più diminuisce l'estensione (gli individui a cui si riferisce) per cui il quadrilatero ha maggiore comprensione rispetto al poligono ma ha minore estensione rispetto al poligono stesso.
Sia Platone che Aristotele attribuiscono a queste entità logiche anche un aspetto ontologico. Platone infatti, ritiene che i generi siano «note del reale» ossia caratteristiche fondamentali che appartengono agli esseri reali che non possono non averle. Queste "note" sono:
- essere
- movimento
- quiete[4]
- identità
- diversità[5]

Così anche per Aristotele il genere non va identificato con la sostanza ma rappresenta di questa una caratterizzazione essenziale tanto da definirla come "sostanza seconda"
Gli stoici negano il valore sostanziale attribuito al genere da Aristotele e lo definiscono invece nominalisticamente come «la congiunzione di nomi o proprietà diverse e permanenti» che rientrano nel concetto di specie; per cui ad esempio il genere animale è un semplice nome che racchiude come sue specie tutti gli animali, questi solo veramente reali.
In seguito Porfirio si incaricherà di classificare i generi a seconda dell'estensione (i diversi piani di realtà a cui si riferiscono) e del contenuto (gli esseri che sono compresi nel genere) in modo da elaborare uno schema, il cosiddetto "albero di Porfirio" che sarà usato dalla logica per la classificazione dei generi e delle specie.
In particolare lo schema ad albero si costruisce muovendo dal "genere sommo", che cioè non è contenuto in nessun altro genere, e scendendo fino alle specie infime secondo il processo della dicotomia (per es., la sostanza si divide in corporea e incorporea, quella corporea in animata e inanimata, quella animata in sensibile e insensibile, ecc.).
La logica contemporanea ha abbandonato ogni connotazione ontologica del concetto di genere e lo usa per indicare una classe che ha un'estensione tale da comprendere altre classi inferiori per estensione.